# 프랭크 앨레터

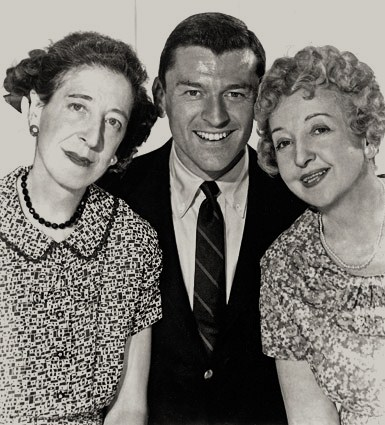

프랭크 얼레터(Frank Aletter, 1926년 1월 14일 ~ 2009년 5월 13일)는 미국의 배우이다.
퀸스에서 태어났으며 캘리포니아주에서 사망하였다. 사인은 폐암이다.

## 출연 작품
- 프라이빗 스쿨 (1983년)
- 야망의 계절 (1976년)
- 나우 유 씨 힘, 나우 유 돈 (1972년)
- 도라 도라 도라 (1970년)
- 벤 케이시 (1961년)

### 텔레비전
- 더 폴 가이 (1981년)
- 꿈꾸는 낙원 (1978년)
- 형사 Q (1976년)
- 여형사 페페 (1974년)
- 119 구조대 (1972년)
- 닥터 웰비 (1969년)
- 아이언 사이드 (1967년)
- FBI (1965년)
- 제너럴 호스피털 (1963년)
- 페리 메이슨 (1957년)
- 디즈니랜드 (1954년) - 샘 데이비스 역